# Dziobogłowiec północny
Dziobogłowiec północny (Berardius bairdii) – gatunek ssaka morskiego z rodziny zyfiowatych (Ziphiidae).

## Taksonomia
Gatunek po raz pierwszy zgodnie z zasadami nazewnictwa binominalnego opisał w 1883 roku amerykański zoolog Leonhard Hess Stejneger nadając mu nazwę Berardius bairdii. Holotyp pochodził z Stare Gavan, na wschodnim brzegu Wyspy Beringa, w archipelagu Wyspy Komandorskich, w Rosji. Na holotyp składała się czaszka młodego osobnika (numer katalogowy USNM 20992) zebrana jesienią 1882 roku przez N. Grebnitzky’ego.
Autorzy Illustrated Checklist of the Mammals of the World uznają ten gatunek za monotypowy. 

### Etymologia
- Berardius: Auguste Bérard (1802–1846), kapitan (późniejszy admirał) francuskiej marynarki wojennej, dowódca korwety „Ren”, na której podczas rejsu, zebrano holotyp[12].
- bairdii: Spencer Fullerton Baird (1823–1887), amerykański zoolog, kolekcjoner, asystent sekretarza Smithsonian Institution[13].

## Zasięg występowania
Dziobogłowiec północny występuje w chłodniejszych wodach północnego Oceanu Spokojnego, z północną granicą najwyraźniej wyznaczoną przez stosunkowo płytkie wody Morza Beringa i odnotowany na południe do południowej Japonii (zachodni Ocean Spokojny) i La Paz w Kalifornii Dolnej w Meksyku (wschodni Ocean Spokojny); granica południowa w środkowej części północnego Oceanu Spokojnego niejasna.

## Morfologia
Długość ciała 1000–1200 cm; masa ciała 10000–12000 kg. Samice mogą być nieco większe od samców, ale nie ma wyraźnych dowodów na istnienie większego dymorfizmu płciowego. Względnie smukłe ciało ma jednolicie brunatnawo-szary kolor i wzór powstały wskutek zadrapań i blizn. Strona brzuszna pokryta białymi plamami o nieregularnym kształcie.

## Ekologia

### Rozmnażanie
Szczytowy okres cielenia przypada na marzec i czerwiec, ciąża trwa około 17 miesięcy. Samice mając długość 10,5 metrów osiągają dojrzałość płciową, samce mają wtedy długość około 10 metrów.

### Pożywienie
Kałamarnice, raje i skorupiaki.

## Status zagrożenia
W Czerwonej księdze gatunków zagrożonych Międzynarodowej Unii Ochrony Przyrody i Jej Zasobów został zaliczony do kategorii LC (ang. least concern „najmniejszej troski”).